# Koszary Piłsudskiego w Białymstoku
Koszary Piłsudskiego – kompleks koszarowy znajdujący się na terenie garnizonu Białystok. 
Przed I wojną światową stacjonował w nim rosyjski 4 pułk ułanów; w okresie II Rzeczypospolitej – 10 pułk ułanów,  a po II wojnie światowej jednostki wojsk wewnętrznych. W okresie III Rzeczypospolitej gospodarzem kompleksu jest  18 pułk rozpoznawczy.

## Charakterystyka
Białostockie koszary kawaleryjskie, położone na obrzeżach miasta przy ul. Kawaleryjskiej 70, pobudowane były przez Rosjan i zajmowane do 1914 przez 4 Charkowski pułk ułanów. Ich pojemności szacowano na 860 ludzi i 589 koni. Budynki koszarowe i stajnie były w dużej mierze drewniane. Było też kilka obiektów murowanych, między innymi dwa koszarowce, kryta ujeżdżalnia, osiedle kadry oficerskiej oraz cerkiew pułkowa. 
Działania zbrojne prowadzone w okresie I wojny światowej w tym regionie doprowadziły do dewastacji koszar.

Po odzyskaniu niepodległości, koszary przejęło Wojsko Polskie.  W 1919 czasowo stacjonował tu szwadron zapasowy 10 pułku ułanów. Stacjonowały w nich także: Wojskowy Zakład Gospodarczy, Szkoła Kucia Koni i Szpital Koni Okręgu Korpusu nr III. Od 14 czerwca 1922 do Koszar Piłsudskiego zaczęły przybywać niektóre szwadrony i dowództwo 10 pułku Ułanów Litewskich. 30 kwietnia 1924 koszary opuścili pierwsi użytkownicy i po tym czasie w ich miejsce weszły pozostałe szwadrony 10 pułku ułanów. 

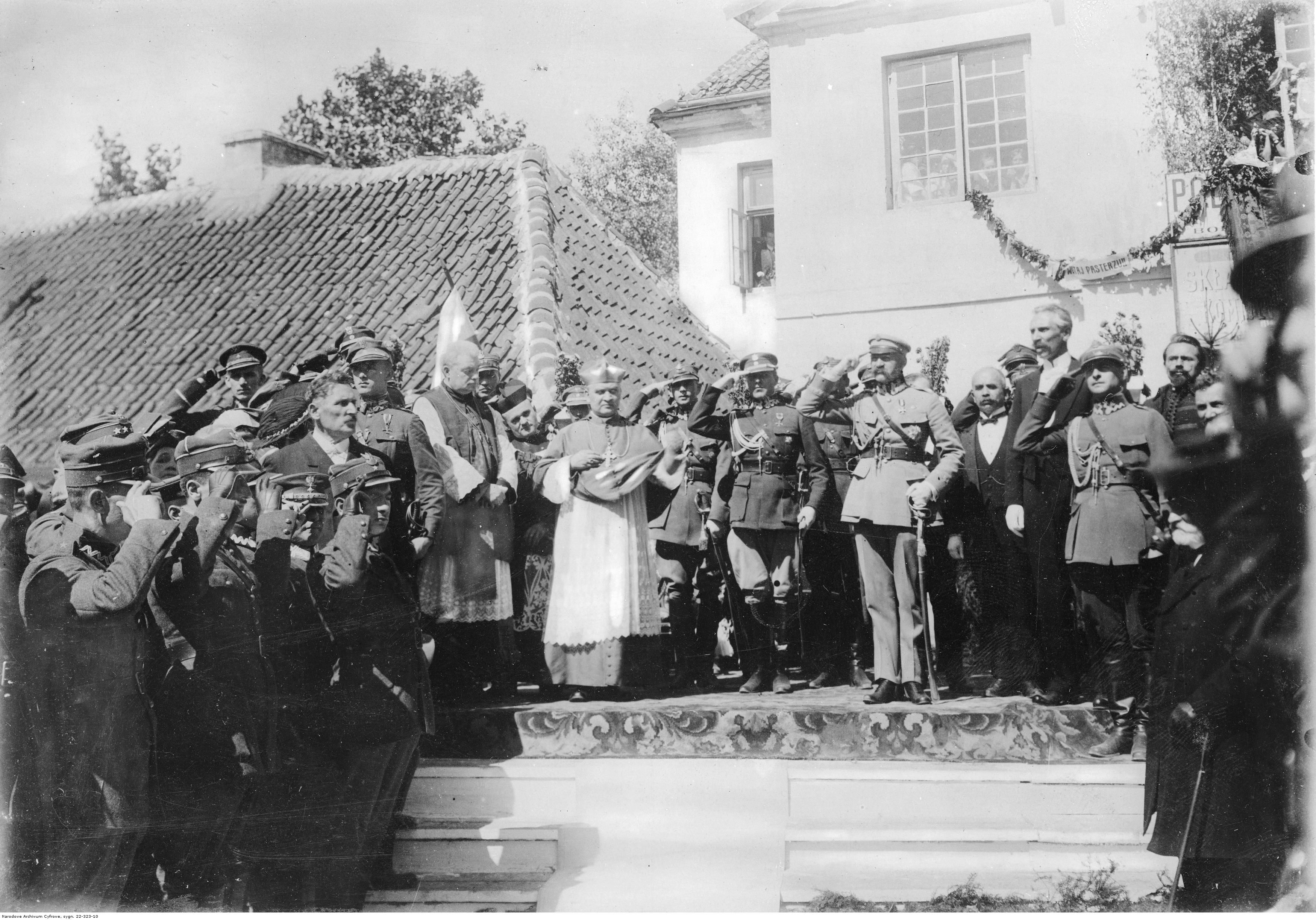
Wizyta Naczelnika Państwa Józefa Piłsudskiego w Białymstoku; 1921

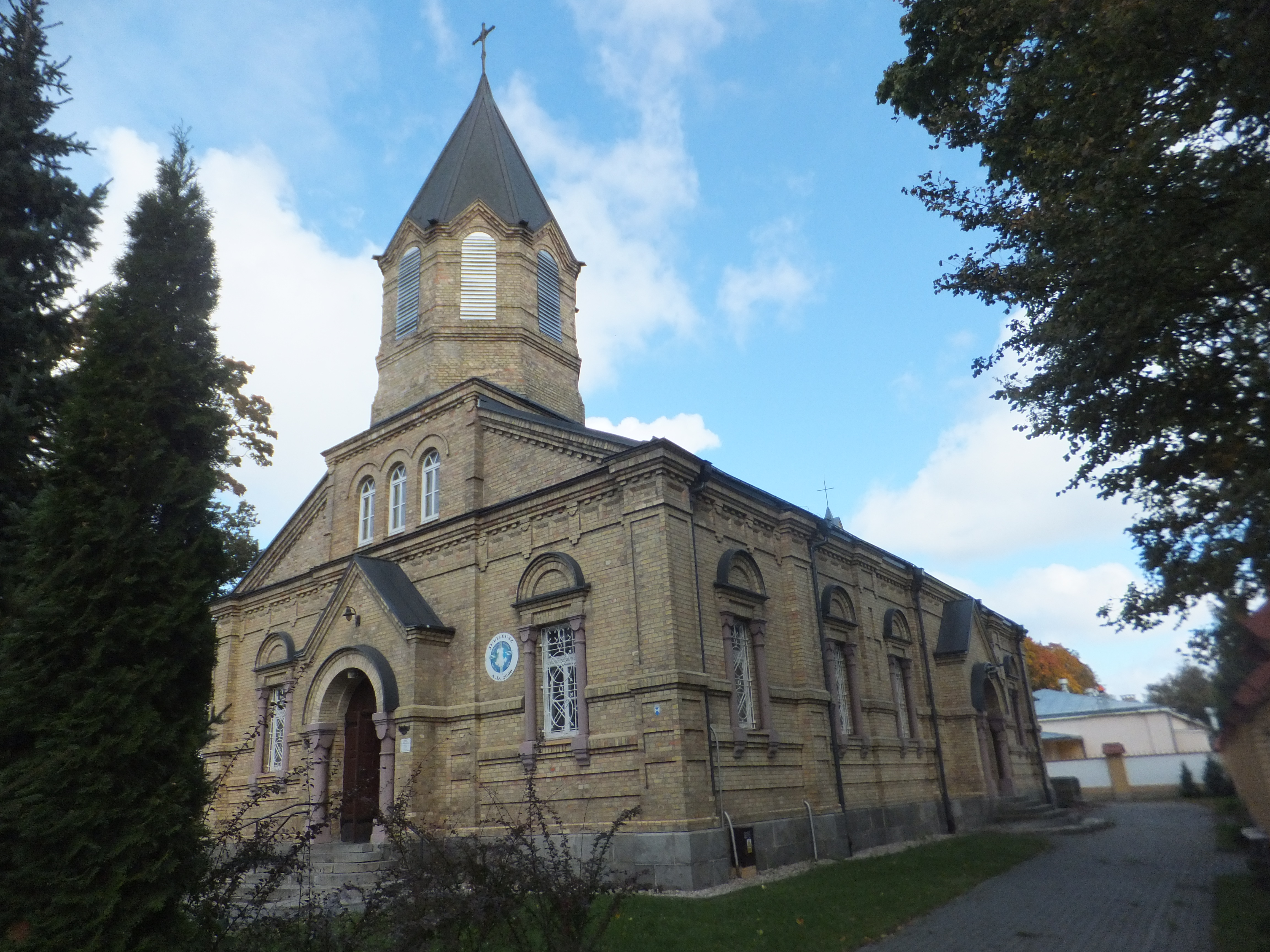
Kościół pw. św. Stanisława Biskupa Męczennika, dawna parafia wojskowa, wcześniej cerkiew garnizonowa

W okresie międzywojennym modernizowano koszary. Dawna cerkiew prawosławna przy ul. Wiadukt 2B przekształcona została w wojskowy kościół parafialny pw. św. Stanisława Męczennika. Latem 1936  powstały: drewniany garaż dla kuchni polowych oraz komora gazowa, a w październiku 1938 działownia dla armat przeciwpancernych.
Wiosną 1938 rozpoczęto budowę murowanego koszarowca, mającego pomieścić dwa szwadrony liniowe i szwadron ckm, z terminem ukończenia budowy do końca 1939. Wojna nie pozwoliła zrealizować planów. Po odejściu pułku na front, w koszarach powstał Ośrodek Zapasowy Kawalerii „Białystok”.
W okresie okupacji niemieckiej 1941–1944 na terenie koszar czasowo funkcjonował obóz dla sowieckich jeńców, a po opanowaniu Białegostoku przez Armię Czerwoną – obóz dla wziętych do niewoli Niemców.
Po II wojnie światowej koszary zajęły jednostki ludowego Wojska Polskiego. Stacjonowały w nich oddziały wojsk wewnętrznych: 2 Brygada KBW przemianowana w 1965 na 2 Podlaską Brygadę WOW. Na jej bazie w 1976 powstał 2 pułk łączności Wojsk Obrony Wewnętrznej.  
W okresie III Rzeczypospolitej stacjonowały w nich: przybyły z Modlina 25 pułk łączności, 18 Brygada Zmechanizowana, przekształcona w 2001 w 18 Brygadę Obrony Terytorialnej, a następnie zredukowana do 18 batalionu Obrony Terytorialnej. Od 2009 w Koszarach Piłsudskiego stacjonuje 18 pułk rozpoznawczy, a od 2016  – dowództwo 1 Podlaskiej Brygady Obrony Terytorialnej i 11 batalion lekkiej piechoty OT.